# Girlpower
Girlpower is een van oorsprong Engelse term (girl power) die in het midden van de jaren 90 in de Verenigde Staten ontstond en verwijst naar een cultuur onder jonge vrouwen en tienermeisjes die zich onder meer kenmerkt door een sterke zelfbewuste houding en die zich manifesteert in de vorm van ambitie, assertiviteit en individualisme. De subcultuur is vanuit Amerika naar Europa komen overwaaien.

## Ontstaan
Vanaf 1996 gebruikte de popgroep Spice Girls de kreet om er een baldadig, zelfbewust en sexy imago voor tienermeisjes mee te promoten. Ze noemden Madonna als hun belangrijkste inspiratie voor dit postfeministische vrouwbeeld. Met het succes van de Spice Girls werd ook de kreet girlpower gemeengoed. De 'girlpower' van de Spice Girls was tot in de kleinste details door hun (mannelijke) manager gecreëerd.

## Betekenisverschillen
De term girlpower heeft verschillende betekenissen, afhankelijk van de context. De term gebruikt door de poppunkband Shampoo manifesteerde zich in 'op het late uur dronken thuiskomen', terwijl de officiële term van de Spice Girls zich manifesteert in 'feminisme is een vies woord. Vrouwen kunnen zo machtig zijn als de solidariteit die ze tonen'.
Er is nog een betekenis, volgens dr. Susan Hopkins. Zij ziet een verband tussen girlpower, de Spice Girls en de vrouwelijke actiehelden aan het eind van de jaren 90.
De girlpowercultuur van de jaren 90 werd door sommigen als een nieuwe, 'derde' stroming, in het feminisme gezien. De tweede stroming die begin jaren 70 op gang kwam, manifesteerde zich in de cultuur als de sciencefictionfilm Alien met de vrouwelijke hoofdrolspeelster Sigourney Weaver. De derde stroming zou samenvallen met het optreden van de Spice Girls. Mediatheoreticus Kathleen Rowe Karlyn beschrijft deze invalshoek in haar publicatie op het internet getiteld Scream, Popular Culture, and Feminism's Third Wave: I'm Not My Mother.

## Wetenschappelijke publicaties over girlpower
- Barr, Marleen S. Future Females, the Next Generation: New Voices and Velocities in Feminist Science Fiction Criticism. Lanham, Md.: Rowman & Littlefield, 2000.
- Early, Frances and Kathleen Kennedy, Athena's Daughters: Television's New Women Warriors, Syracuse University Press, 2003.
- Gateward, Frances. Sugar, Spice, and Everything Nice. Cinemas of Girlhood. Detroit: Wayne State University Press, 2002.
- Heinecken, Dawn. Warrior Women of Television: A Feminist Cultural Analysis of the New Female Body in Popular Media, New York: P. Lang, 2003.
- Helford, Elyce Rae. Fantasy Girls: Gender in the New Universe of Science Fiction and Fantasy Television. Lanham, MD: Rowman & Littlefield, 2000.
- Hopkins, Susan, Girl Heroes: the New Force in Popular Culture, Pluto Press, 2002.
- Inness, Sherrie A. (ed.) Action Chicks: New Images of Tough Women in Popular Culture, Palgrave Macmillan, 2004.
- ---. Tough Girls: Women Warriors and Wonder Women in Popular Culture. Philadelphia: University of Pennsylvania Press, 1999.
- ----Nancy Drew and Company: Culture, Gender, and Girls' Series. Bowling Green, OH: Bowling Green State University Popular Press, 1997.
- Osgerby, Bill, Anna Gough-Yates, and Marianne Wells. Action TV: Tough-Guys, Smooth Operators and Foxy Chicks. London: Routledge, 2001.
- Pohl-Weary, Emily. Girls Who Bite Back: Witches, Mutants, Slayers, Freaks.Toronto: Sumach Press, 2004.
- Tasker, Yvonne. Action and Adventure Cinema. New York: Routledge, 2004.